# Casus irreducibilis
En álgebra, casus irreducibilis (expresión latina que se traduce como "caso irreducible") es uno de los casos que pueden surgir al intentar resolver una ecuación de tercer grado con coeficientes enteros, para obtener raíces que se expresan con raíces. O lo que es lo mismo, se dice que un polinomio de tercer grado se corresponde con un casus irreducibilis cuando posee tres raíces que son números reales, pero ninguna es un número racional.  
Específicamente, si un polinomio cúbico es irreducible (no factorizable en polinomios de grado inferior) sobre los números racionales y tiene tres raíces reales, entonces, para expresar las raíces con radicales, se deben introducir expresiones con valores complejos, aunque las expresiones resultantes sean en última instancia, de valor real. 
Esta propiedad fue probada por Pierre Wantzel en 1843.
Es posible determinar si un polinomio cúbico irreducible dado está en casus irreducibilis usando el discriminante D correspondiente a la ecuación de tercer grado. Sea la ecuación cúbica dada por
{\displaystyle ax^{3}+bx^{2}+cx+d=0.\,}
con a ≠ 0. Entonces, el discriminante D que aparece en la solución algebraica viene dado por
{\displaystyle D=18abcd-4b^{3}d+b^{2}c^{2}-4ac^{3}-27a^{2}d^{2}.\,}
- Si D < 0, entonces el polinomio tiene dos raíces complejas no reales, por lo que no se aplica el casus irreducibilis.
- Si D = 0, entonces hay tres raíces reales, y dos de ellas son iguales y pueden ser encontradas por el algoritmo de Euclides y por la fórmula cuadrática. Todas las raíces son reales y expresables por radicales reales. El polinomio no es irreducible.
- Si D > 0, entonces hay tres raíces reales distintas. Existe una raíz racional y se puede encontrar usando el teorema de la raíz racional, en cuyo caso el polinomio cúbico se puede factorizar en el producto de un polinomio lineal y un polinomio cuadrático, el último de los cuales se puede resolver mediante la fórmula cuadrática; o no es posible tal factorización, por lo que el polinomio es un "casus irreducibilis": todas las raíces son reales, pero requieren números complejos para expresarlas en radicales.

## Declaración formal y prueba
De manera más general, supóngase que F es un campo real formalmente y que p (x) ∈ F[x] es un polinomio cúbico, irreducible sobre F, pero que tiene tres raíces reales (raíces en el cierre real de F). Entonces según el casus irreducibilis se afirma que es imposible encontrar una solución de p(x) = 0 por radicales reales.
Para probar esto, se debe tener en cuenta que el discriminante D es positivo. Fórmese la extensión de cuerpos F(√D). Como esto es F o una extensión cuadrática de F (dependiendo de si D es o no un cuadrado en F), p(x) permanece irreducible en él. En consecuencia, el grupo de Galois de p(x) sobre F(√D) es el grupo cíclico C3. Supóngase que p(x) = 0 puede resolverse mediante radicales reales. Entonces p(x) puede dividirse por una torre de extensión abeliana
{\displaystyle F\subset F({\sqrt {D}})\subset F({\sqrt {D}},{\sqrt[{p_{1}}]{\alpha _{1}}})\subset \cdots \subset K\subset K({\sqrt[{3}]{\alpha }})}
En el paso final de la torre, p(x) es irreducible en el penúltimo campo K, pero se divide en K(3√α) para algunos α. Esta es una extensión de campo cíclico, por lo que debe contener una raíz de la unidad.
Sin embargo, no hay raíces terceras primitivas de la unidad en un campo cerrado real. Supóngase que ω es una raíz tercera primitiva de la unidad. Luego, por los axiomas que definen un cuerpo ordenado, ω, ω2, y 1 son todos positivos. Pero si ω 2> ω, entonces elevando al cubo ambos lados resulta que 1 > 1, una contradicción; lo que se produce de manera similar si ω>ω2.

## Solución en radicales no reales

### Solución de Cardano
La ecuación ax3 + bx2 + cx + d = 0 puede reducirse a un trinomio mónico (es decir, con el coeficiente del término de mayor grado igual a uno) dividiendo por {\displaystyle a} y sustituyendo x = t − b3a (según la transformación de Tschirnhaus), dando la ecuación t3 + pt + q = 0 donde
{\displaystyle p={\frac {3ac-b^{2}}{3a^{2}}}}
{\displaystyle q={\frac {2b^{3}-9abc+27a^{2}d}{27a^{3}}}.}
Luego, independientemente del número de raíces reales, según la solución de Cardano las tres raíces están dadas por
{\displaystyle t_{k}=\omega _{k}{\sqrt[{3}]{-{q \over 2}+{\sqrt {{q^{2} \over 4}+{p^{3} \over 27}}}}}+\omega _{k}^{2}{\sqrt[{3}]{-{q \over 2}-{\sqrt {{q^{2} \over 4}+{p^{3} \over 27}}}}}}
donde {\displaystyle \omega _{k}} (k = 1, 2, 3) es una raíz cúbica de 1 ({\displaystyle \omega _{1}=1}, {\displaystyle \omega _{2}=-{\frac {1}{2}}+{\frac {\sqrt {3}}{2}}i} y {\displaystyle \omega _{3}=-{\frac {1}{2}}-{\frac {\sqrt {3}}{2}}i}, siendo i la unidad imaginaria). Aquí, si los radicandos debajo de las raíces cúbicas no son reales, las raíces cúbicas expresadas por radicales se definen como cualquier par de raíces cúbicas conjugadas complejas, mientras que si son reales, estas raíces cúbicas se definen como las raíces cúbicas reales.
El casus irreducibilis ocurre cuando ninguna de las raíces es racional y cuando las tres raíces son distintas y reales; el caso de tres raíces reales distintas ocurre si y solo si q24 + p327 < 0, en cuyo caso la fórmula de Cardano implica primero tomar la raíz cuadrada de un número negativo, que es imaginaria, y luego tomar la raíz cúbica de un número complejo (cuya raíz cúbica no puede por sí misma colocarse en la forma α + βi con expresiones específicamente dadas en radicales reales para α y β, ya que hacerlo requeriría resolver de forma independiente la expresión cúbica original). Incluso en el caso reducible en el que una de las tres raíces reales es racional, y por lo tanto, puede ser factorizada por división polinomial, la fórmula de Cardano (innecesariamente en este caso) expresa esa raíz (y las otras) en términos de radicales no reales.

### Ejemplo
La ecuación cúbica reducida
{\displaystyle x^{3}-3x+1=0}
es irreducible, porque si se pudiera factorizar, habría un factor lineal que daría una solución racional, mientras que según el teorema de la raíz racional, no existe ninguna raíz racional. Como su discriminante es positivo, tiene tres raíces reales, por lo que es un ejemplo de casus irreducibilis. La fórmula de Cardano da estas tres raíces reales toma la forma
{\displaystyle t_{k}=\omega _{k}{\sqrt[{3}]{-{1 \over 2}+{\sqrt {-3 \over 4}}}}+\omega _{k}^{2}{\sqrt[{3}]{-{1 \over 2}-{\sqrt {-3 \over 4}}}}}
para k = 1, 2, 3. Esta solución en radicales involucra el número imaginario {\displaystyle {\sqrt {-3 \over 4}}}, y por lo tanto, implica las raíces cúbicas de números complejos conjugados.

## Solución no algebraica en términos de cantidades reales
Si bien el casus irreducibilis no puede ser resuelto con radicales en términos de cantidades reales, puede resolverse trigonométricamente en términos de cantidades reales. Específicamente, la ecuación cúbica cónica reducida {\displaystyle t^{3}+pt+q=0} se resuelve mediante
{\displaystyle t_{k}=2{\sqrt {-{\frac {p}{3}}}}\cos \left({\frac {1}{3}}\arccos \left({\frac {3q}{2p}}{\sqrt {\frac {-3}{p}}}\right)-k{\frac {2\pi }{3}}\right)\quad {\text{para}}\quad k=0,1,2\,.}
Estas soluciones se obtienen en términos de cantidades reales si y solo si {\displaystyle {q^{2} \over 4}+{p^{3} \over 27}<0}, es decir, si y solo si existen tres raíces reales. La fórmula implica comenzar con un ángulo cuyo coseno es conocido, triseccionar el ángulo multiplicándolo por 1/3; y tomar el coseno del ángulo resultante y ajustar la escala.

## Relación con la trisección angular
La distinción entre los casos cúbicos reducibles e irreducibles con tres raíces reales está relacionada con la cuestión de si un ángulo con coseno racional o seno racional es trisectable por los medios clásicos de regla y compás. Si se sabe que el coseno de un ángulo θ tiene un valor racional particular, entonces un tercio de este ángulo posee un coseno que es una de las tres raíces reales de la ecuación
{\displaystyle 4x^{3}-3x-\cos(\theta )=0.}
Del mismo modo, si se sabe que el seno de θ tiene un valor racional particular, entonces un tercio de este ángulo posee un seno que es una de las tres raíces reales de la ecuación
{\displaystyle -4y^{3}+3y-\sin(\theta )=0.}
En cualquier caso, si la prueba de la raíz racional revela la existencia de una raíz racional de la ecuación, x o y menos esa raíz se puede factorizar fuera del polinomio en el lado izquierdo, dejando una ecuación cuadrática que se puede resolver determinando las dos raíces restantes en términos de una raíz cuadrada; entonces todas estas raíces son construibles gráficamente por el método clásico de regla y compás, ya que se pueden expresar a lo sumo con raíces cuadradas, por lo que, en particular, cos( θ⁄3) o sin( θ⁄3) es construible y también el ángulo asociado θ⁄3. Por otro lado, si la prueba de la raíz racional muestra que no existe una raíz racional, entonces se aplica el casus irreducibilis, cos( θ⁄3) o sin( θ⁄3) no es construible, el ángulo θ⁄3 no es construible y el ángulo θ no es clásicamente trisectable.

## Generalización
El casus irreducibilis puede generalizarse a polinomios de mayor grado de la siguiente manera. Sea p ∈ F[x] un polinomio irreducible que se divide en una extensión formalmente real R de F (es decir, p solo tiene raíces reales). Supóngase que p tiene una raíz en {\displaystyle K\subseteq R} que es una extensión de F por los radicales. Entonces el grado de p es una potencia de 2, y su campo de división es una extensión cuadrática iterada de F.: pp. 571–572 
Por lo tanto, para cualquier polinomio irreducible cuyo grado no sea una potencia de 2 y que tenga todas las raíces reales, ninguna raíz puede expresarse únicamente en términos de radicales reales. Además, si el grado polinómico es una potencia de 2 y las raíces son todas reales, entonces si existe una raíz que puede expresarse en radicales reales, en términos de raíces cuadradas y no raíces de mayor grado, al igual que las otras raíces, y las raíces son construibles con regla y compás.
El casus irreducibilis para los polinomios quínticos es discutido por Dummit.: p.17 

### Relación con el ángulo de pentasección
La distinción entre los casos quínticos reducibles e irreducibles con cinco raíces reales está relacionada con la cuestión de si un ángulo con coseno racional o seno racional es pentasectable (puede dividirse en cinco partes iguales) por los medios clásicos del compás y la regla sin marcas. Si se sabe que el coseno de un ángulo θ tiene un valor racional particular, entonces una quinta parte de este ángulo tiene un coseno que es una de las cinco raíces reales de la ecuación
{\displaystyle 16x^{5}-20x^{3}+5x-\cos(\theta )=0.}
Del mismo modo, si se sabe que el seno de θ tiene un valor racional particular, entonces una quinta parte de este ángulo tiene un seno que es una de las cinco raíces reales de la ecuación
{\displaystyle 16x^{5}-20x^{3}+5x-\sin(\theta )=0.}
En cualquier caso, si la prueba de la raíz racional indica la existencia de una raíz racional x1, entonces la quíntica es reducible, ya que puede escribirse como un factor (x-x1) multiplicado por un polinomio cuártico. Pero si la prueba muestra que no hay una raíz racional, entonces el polinomio puede ser irreducible, en cuyo caso se aplica el casus irreducibilis, cos( θ⁄5) y sin( θ⁄5) no son construibles, el ángulo θ⁄5 no es construible y el ángulo θ no es pentasectable por el método clásico.
La pentasección de θ también implica la pentasección de 450° - θ como: θ/5 + k ; k ∈ { 0°, 54°, 72°, 126°, 144°, 198°, 216°, 270°, 288°, 342° }.